# Marcelino Vaquero González del Río
Marcelo Campanal, właśc. Marcelino Vaquero González del Río lub Campanal II (ur. 13 lutego 1932 w Gijon, zm. 25 maja 2020 w Avilés) – hiszpański piłkarz, występujący na pozycji obrońcy. Siostrzeniec Guillermo Gonzáleza del Río Garcíi.
W 1951 z zespołem Sevilla FC zdobył wicemistrzostwo Hiszpanii. W latach 1952–1957 rozegrał 11 meczów w reprezentacji Hiszpanii.